# Hitridiomikoza
Hitridiomikoza je nalezljiva bolezen dvoživk, ki jo povzročata hitridni glivi Batrachochytrium dendrobatidis in Batrachochytrium salamandrivorans, za kateri je značilna nezmožnost tvorbe hif in proizvodnja zoospor. Hitridiomikoza naj bi bila povezana z dramatičnimi pogini in izumrtji dvoživk na področjih Severne Amerike, Srednje Amerike, Južne Amerike, vzhodne Avstralije in Vzhodne Afrike (Tanzanije). V prihodnjih letih naj bi glivi poselili večino območij Novega sveta.
Bolezen pogosto vodi v smrt številnih osebkov ali celo pogin celotne populacije neke vrste. Hitridiomikoza naj bi vplivala na kar 30% vseh svetovnih vrst dvoživk. Glivni vrsti, ki povzročata smrtonosno bolezen, naj bi se med naravnimi ekosistemi prenašali s pomočjo trgovskih in potniških poti.

## Zgodovina
Prvi dokumentiran primer hitridiomikoze naj bi bil pri volovski žabi (Lithobates catesbeianus) iz leta 1978. Bolezen so prvič v epizootični (epidemični) obliki zaznali leta 1993 pri poginulih žabah v Queenslandu, Avstraliji. V državi naj bi bila prisotna že od 1978. Našli so jo tudi v Afriki, vseh Amerikah, Evropi, Novi Zelandiji in Oceaniji. Mogoče je, da sta se glivi naravno pojavljali že precej časa, a sta bili identificirana šele kasneje, zaradi zvečane virulence ali zmanjšane odpornosti gostiteljev.
Nedavno so filogenetsko primerjali genome 234 osebkov Batrachochytrium dendrobatidis in rezultati namigujejo, da naj bi linija, najdena na Korejskem polotoku, predstavljala izvor panzootične (pandemične) bolezni.
Med žabami je najstarejši dokumentiran pojav glive rodu Batrachochytrium pri primerku jezerske andske žvižgovke (Telmatobius culeus), iz leta 1863, medtem ko je bil prvi repati krkon s tovrstnimi glivami najden leta 1902. Kljub temu glivi teh dveh primerov nista povezana z množičnimi pogini. Leta 1938 so našli okuženo afriško navadno krempljarko (Xenopus laevis), ki pa ni izkazovala vplivov bolezni in naj bi bila zaradi tega odličen vektor. Če rod Batrachochytrium izvira iz Afrike, naj bi bila prav navadna krempljarka tista, ki je predstavljala vektor za prvotno razširjanje iz celine.

## Podnebne spremembe
Študija predlaga, da naj bi spreminjanje globalnih temperatur vodilo v izrazito povečanje pojavnosti hitridiomikoze. Povečanje temperatur je zvišalo izhlapevanje (evaporacijo) v nekaterih gozdnih ekosistemih, kar naj bi vzpodbudilo nastajanje oblakov. Strokovnjaki menijo, da oblaki otežujejo prehod sončnih žarkov in tako znižujejo dnevne temperature, medtem ko ponoči služijo kot izolacijska plast, ki ohranja višje nočne temperature, kot so te bile poprej. Kombinacija znižanih dnevnih temperatur in zvišanih nočnih temperatur naj bi omogočala optimalno rast in razmnoževanje nekaterih glivnih vrst (tudi teh v deblu Chytridiomycota, kamor sodi rod Batrachochytrium), katerih temperaturni optimum je med 17° in 25 °C. Glive povzročiteljice hitridiomikoze odmrejo pri temperaturah nad 30 °C, ki jih sedaj v okoljih zaradi oblakov več ni.

## Povzročitelj
Hitridiomikoza, ki jo povzroča gliva B. dendrobatidis, večinoma prizadene zunanje sloje kože, vsebujoče keratin. Ko ima večji delež vrst dvoživk, okuženih z B. dendrobatidis, na sebi 10 000 zoospor, ne morejo več pravilno dihati, se hidrirati, osmoregulirati in termoregulirati. To so potrdili tudi vzorci krvi, ki kažejo na pomanjkanje določenih elektrolitov, kot so denimo natrij, magnezij in kalij. B. dendrobatidis naj bi imela dve življenjski stopnji. Prva je nespolna zoosporangialna faza. Ko gostitelj pride v prvi stik z boleznijo, spore preidejo kožo in se nanjo vežejo s pomočjo mikrotubulnih povezav. Druga stopnja se odvije, ko prvotni nespolni zoosporangiji tvorijo gibljive zoospore. Za razširjanje in okuževanje nadaljnjih epidermalnih celic je potrebna vlažna površina. Druga povzročiteljica hitridiomikoze, B. salamandrivorans, je bila odkrita leta 2013 in povzroča hitridiomikozo pri repatih krkonih.

## Okužba
B. dendrobatidis, na vodo prilagojeni patogen, sprosti svoje zoospore v okolje. Zoospore s pomočjo svojih bičkov prečijo vodne sisteme, dokler ne dosežejo novega gostitelja in vstopijo v kožo. Življenjski cikel se nadaljujejo tako, da v zoosporangijih nastajajo nove zoospore, ki se bodisi sprostijo v okolje bodisi napadejo istega gostitelja. Pri vseh dvoživkah, inficiranih z B. dendrobatidis, se ne razvije hitridiomikoza. Bolezen naj bi se razširjala tudi z neposrednim stikom z gostiteljem ali preko posrednega prenašalca.
Po sprostitvi v vodno okolje zoospore prepotujejo manj kot 2 centimetra v 24 urah, nakar tvorijo ciste. Neživi (abiotski) dejavniki, kot so temperatura, pH in raven hranil, naj bi vplivali na uspeh zoospor B. dendrobatidis. Glivne zoospore zmorejo preživeti temperature 4–25 °C in pH 6–7.
Hitridiomikoza naj bi potekala takole: zoospore najprej pridejo v stik s kožo dvoživk in hitro tvorijo sporangije, ki producirajo nove zoospore. Bolezen se nadaljuje, ko te nove zoospore znova okužijo istega gostitelja. Morfološke spremembe, posledice hitridiomikoze, med drugim vključujejo rdečenje trebušne (ventralne) kože, nabiranje stare kože na telesu, manjše razjede in krvavitve. Med pogoste vedenjske spremembe sodijo letargija, nezmožnost iskanja zaklona, nesposobnost pobega in abnormalna drža. Pomemben klinični znak okuženih dvoživk je anoreksija, ki se pojavi že po osmih dneh po okužbi, in visoka raven levitve kože. Pogost simptom bolezni je tudi debeljenje kože, ki osebkom onemogoča privzem hranil, izločanje toksinov in v nekaterih primerih tudi dihanje. Pri paglavcih gliva napade oralne predele, kjer je prisoten keratin, kar vodi v abnormalne prehranjevalne navade in razbarvanje ust.

## Raziskovanje in vpliv
Glivni vrsti naj bi najbolje rastli pri temperaturah med 17 in 25 °C in prav izpostavitev okuženih žab visokim temperaturam lahko dvoživke ozdravi. V naravi so opazili, da več časa kot so bile individualne žabe na območjih s temperaturami, večjimi od 25 °C, manj verjetneje so bile inficirane z glivnimi patogeni. To lahko pojasni tudi dejstvo, da so pogini žab, inducirani s strani B. dendrobatidis, pogosti na višjih nadmorskih višinah in v hladnejših mesecih.
Članek, objavljen 2019 v reviji Science, je pokazal, da je bila hitridiomikoza pomemben faktor pri zmanjšanju števila osebkov vsaj 501 vrst dvoživk v zadnjih 50-tih letih, pri čemer naj bi 90 vrst potrjeno ali domnevno izumrlo in nadaljnjih 124 izgubilo več kot 90% predstavnikov. Študija je katastrofo opredelila kot "največjo zabeleženo izgubo biodiverzitete, ki jo je povzročila bolezen". Sledeča raziskava, prav tako objavljena v Science, je nakazala na pomanjkanje potrebnih dokazov prve študije in posledično njene nezanesljive rezultate.

## Možnosti zdravljenja
Kot možnost zdravljenja za dvoživke, okužene z B. dendrobatidis, so predlagali antimikotike in toplotno terapijo. Študija, ki so jo izvedli Rollins-Smith in sodelavci, kaže, da naj bi bil itrakonazol ustrezen antimikotik za zdravljenje Bd. Nekateri drugi antimikotiki so neprimerni zaradi svoje strupenosti (na primer amfotericin B in kloramfenikol). Predvsem kloramfenikol naj bi bil povezan z levkemijo pri krastačah. Uporaba antimikotikov je včasih sporna zadeva, kajti njihova neuporaba vodi v smrt ali hude deformacije zaradi hitridiomikoze, medtem ko njihova uporaba občasno povzroča druge težave (predvsem nepravilnosti kože).
Posameznike, obolele z B. dendrobatidis, se okopa v raztopini itrakonazola, in po nekaj tednih so poprej okuženi osebki negativni za isto glivo. Za nevtralizacijo Bd se uporablja tudi toplotna terapija. V laboratorijskih eksperimentih so zviševali temperaturo, dokler niso zapustili temperaturnega optimuma B. dendrobatidis.